# Cautinella
Cautinella minuta és una espècie d'aranya araneomorfa de la subfamília Erigoninae, dins de la família Linyphiidae. És l'únic membre del gènere monotípic Cautinella.
Fou descrit per primera vegada per Alfred Frank Millidge in 1985,

## Distribució
És un endemisme de Xile.